# Jamarber Marko
Jamarber Marko (ur. 19 marca 1951 w Tiranie, zm. 4 września 2010 w Tiranie) – albański dziennikarz i poeta.

## Życiorys
Pochodził z rodziny zalbanizowanych Arumunów. Syn znanego pisarza Petro Marko i malarki Safo Marko. Ukończył studia dziennikarskie na uniwersytecie w Tiranie w 1974 r. W tym czasie zaczął pisać wiersze, których jednak nie mógł publikować w okresie rządów Envera Hodży. Pracował jako dziennikarz w gazecie Zëri i Vlorës (Głos Wlory). W 1975 skazany na siedem lat więzienia za "uprawianie propagandy kontrrewolucyjnej". Spędził 3 lata w więzieniu w Spaçu. Po wyjściu na wolność pracował jako robotnik, ale także i tę pracę stracił po wypadku samochodowym w 1991, w wyniku którego został kaleką. Pierwszy tomik wierszy opublikował w roku 1991 dzięki pomocy Fatosa Lubonji. Po śmierci poety, jego utwory zebrała i wydała siostra Arianita Marko.

## Utwory
- 1995: Rastësisht me dashje (Przypadkiem celowo)
- 2001: Pro nobis